# Peter Stützer
Peter Stützer (* 26. März 1954 in Bad Godesberg) ist Journalist und Fernsehmoderator.

## Leben und Werk
Stützer studierte nach dem Abitur am Ernst-Kalkuhl-Gymnasium an der Deutschen Sporthochschule in Köln. Nach dem Volontariat bei der Welt war tätig beim Hamburger Abendblatt, Die Welt, Sport-Illu in München, Abendzeitung in München (Chefreporter), Bunte (Chefreporter), ab 1988 beim  Kölner Stadt-Anzeiger (Leiter der Sportredaktion), bei dem Fernsehsender VOX (Leiter der Sportredaktion) und bei SPORTS (Chefredakteur).
Ab 1993 moderierte er die 15-minütige Sportsendung Sprint auf Vox. Ab 1995 moderierte Stützer dort das Magazin auto motor und sport tv, das ab Anfang 2008 unter dem Namen Auto Mobil gesendet wurde, sowie diverse Sportübertragungen wie die letzte Saison der ITC im Jahre 1996. Daneben war er Kolumnist bei der FAZ. Neben mehreren Buchprojekten schrieb er für mehrere Magazine, ab 2001 trug eine wöchentliche Kolumne in der Welt seinen Namen. Im Jahr 2004 erhielt Stützer die Diagnose einer Parkinson-Erkrankung. Auto Mobil moderierte er noch bis Ende 2010. Aus gesundheitlichen Gründen zog er sich ab 2011 vom Fernsehen zurück. 

## Veröffentlichungen (Auszug)
- Fußball-WM 1982 in Spanien
- Der Kaiser (anlässlich des 40. Geburtstags Franz Beckenbauers)